# Jean Colin (mécanicien)
Pour les articles homonymes, voir Jean Colin et Colin.
Jean Colin, mort en Égypte en 1801, est un mécanicien français.
Il participe à l'Expédition d'Égypte. Parti comme mécanicien et artiste en instruments de géographie.
Nicolas-Jacques Conté installe des ateliers sur l'île de Roudah, près du Caire. Colin est nommé chef de l'atelier du tour en bois et « machines de ce genre ».
Il meurt en Égypte de la peste.